# Sergueï Ieremichine
Sergueï Aleksandrovitch Ieremichine (en russe : Сергей Александрович Ермишин) est un ancien joueur désormais entraîneur soviétique puis russe de volley-ball et de beach-volley né le 4 juin 1970 à Saratov (oblast de Saratov, alors en URSS). Il mesure 2,08 m et jouait central.

## Clubs
| Club                     | De        | À         |
| ------------------------ | --------- | --------- |
| Kristall Saratov         | 1987-1988 | 1987-1988 |
| CSKA Moscou              | 1988-1989 | 1996-1997 |
| Ienerguetik Saratov      | 1997-1998 | 2000-2001 |
| Dinamo Moscou            | 2001-2002 | 2003-2004 |
| beach-volley             | 2004-2005 | 2008-2009 |
| Goubernia Nijni Novgorod | 2009-2010 | 2010-2011 |

## Palmarès
- Ligue des champions (2)
  - Vainqueur : 1989, 1991
- Supercoupe d'Europe (1)
  - Vainqueur : 1991
- Championnat de Russie (3)
  - Vainqueur : 1994, 1995, 1996
  - Finaliste : 1993, 2004
- Championnat d'URSS (3)
  - Vainqueur : 1989, 1990, 1991
- Coupe de Russie (1)
  - Vainqueur : 1994
  - Finaliste : 2003, 2004